# JR 버스
JR 버스(일본어: ジェイアールバス 제이아루 바스[*])는 JR 그룹의 여객철도 6개사의 자회사가 운영하는 버스의 총칭이다. 약칭은 JR-B이다.
원래는 일본국유철도가 철도 노선의 선행 개업 등으로 운행하던 국철버스를 1987년 4월의 분할 민영화 당시, JR 여객철도 회사가 사업을 계승한 것이다. 이후 JR 동일본, JR 도카이, JR 서일본은 이듬해 4월에 자회사를 설립하고 버스 사업을 양도하였으나, JR 홋카이도, JR 시코쿠, JR 큐슈는 당분간 직영으로 운영하였다가 2004년 JR 시코쿠를 마지막으로 버스 사업의 분사화가 모두 완료되었다.
출범 당시에는 로마자 알파벳을 사명에 표기할 수 없었으므로 가타가나 제이알(일본어: ジェイアール, 홋카이도는 ジェイ・アール 사용)이라고 표기했다. 이후 사명을 등기할 때 알파벳도 허용했지만, 2012년 7월 1일 제이알 큐슈 버스(일본어: ジェイアール九州)가 JR 큐슈 버스로 변경할 것을 제외하고는 모두 가타가나 표기가 남아있다.

## JR 버스의 회사
| 회사             | 담당 지역      | 모회사      |
| ---------------- | -------------- | ----------- |
| JR 홋카이도 버스 | 홋카이도       | JR 홋카이도 |
| JR 버스 도호쿠   | 도호쿠         | JR 동일본   |
| JR 버스 간토     | 간토           | JR 동일본   |
| JR 바스테크      | 주쿄권         | JR 동일본   |
| JR 도카이 버스   | 주쿄권         | JR 도카이   |
| 서일본 JR 버스   | 호쿠리쿠, 긴키 | JR 서일본   |
| 주고쿠 JR 버스   | 주고쿠         | JR 서일본   |
| JR 시코쿠 버스   | 시코쿠         | JR 시코쿠   |
| JR 큐슈 버스     | 규슈           | JR 큐슈     |

## 차량 소유 대수
- JR 홋카이도 버스: 280대 (1987년) → 333대 (1996년) → 447대 (2005년) → 457대 (2008년) → 461대 (2012년)
- JR 버스 도호쿠: 371대 (1996년) → 245대 (2005년) → 236대 (2012년)
- JR 버스 간토: 492대 (1988년) → 536대 (2002년) → 532대 (2005년) → 504대 (2008년) → 392대 (2012년)
- JR 도카이 버스: 170대 (2005년) → 111대 (2012년)
- 서일본 JR 버스: 574대 (1988년) → 365대 (1995년) → 293 량 (2005년) → 294대 (2008년) → 271대 (2012년)
- 주고쿠 JR 버스: 372대 (1988년) → 361대 (1995년) → 280 량 (2005년) → 281대 (2008년) → 292대 (2012년)
- JR 시코쿠 버스: 158대 (1996년) → 125대 (2005년) → 130대 (2008년) → 119대 (2012년)
- JR 큐슈 버스: 236대 (1996년) → 160대 (2005년) → 151대 (2008년)